# Fornícules i imatges religioses (Manlleu)

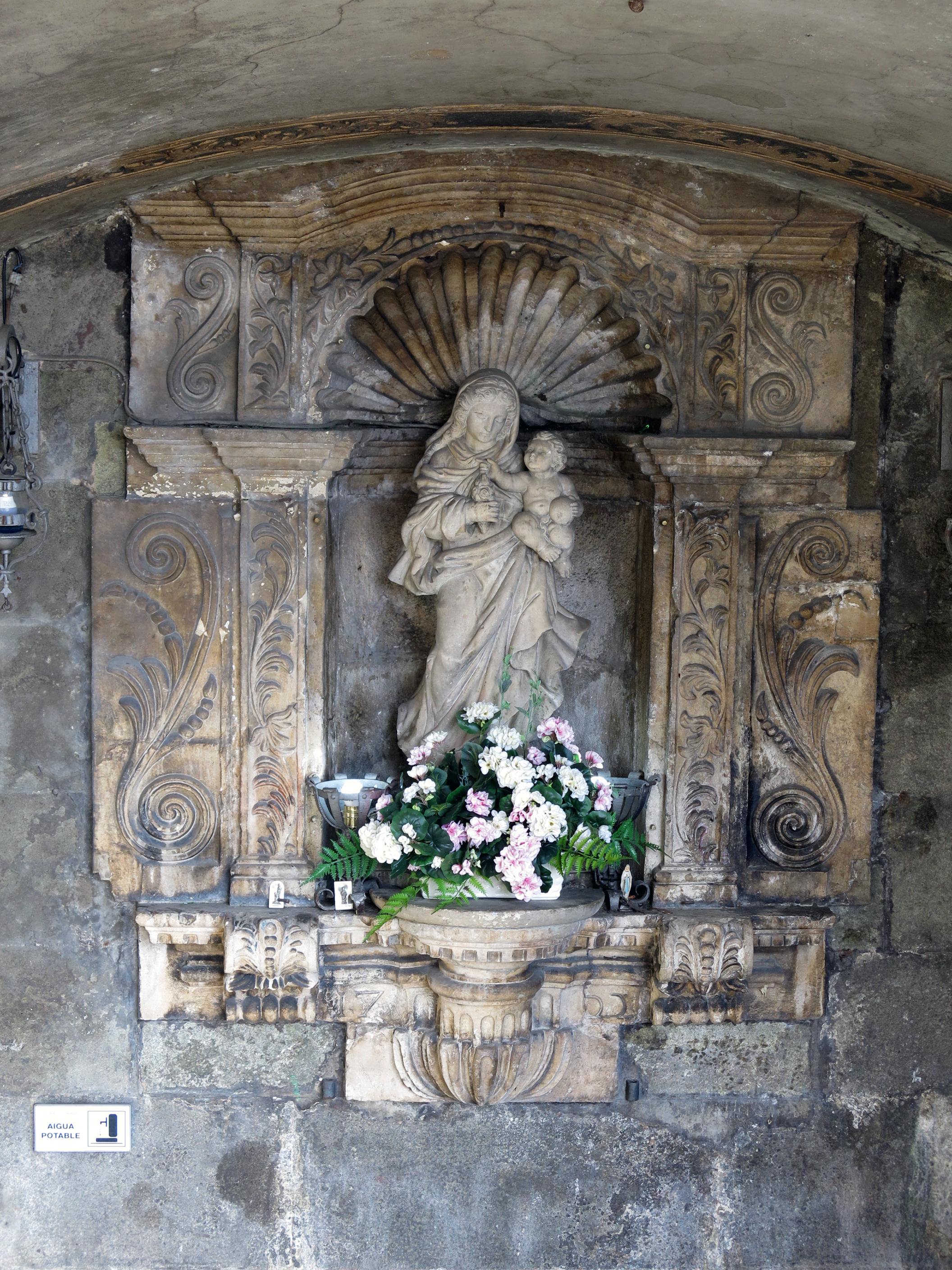
Mare de Déu de la Font, c. de la Font

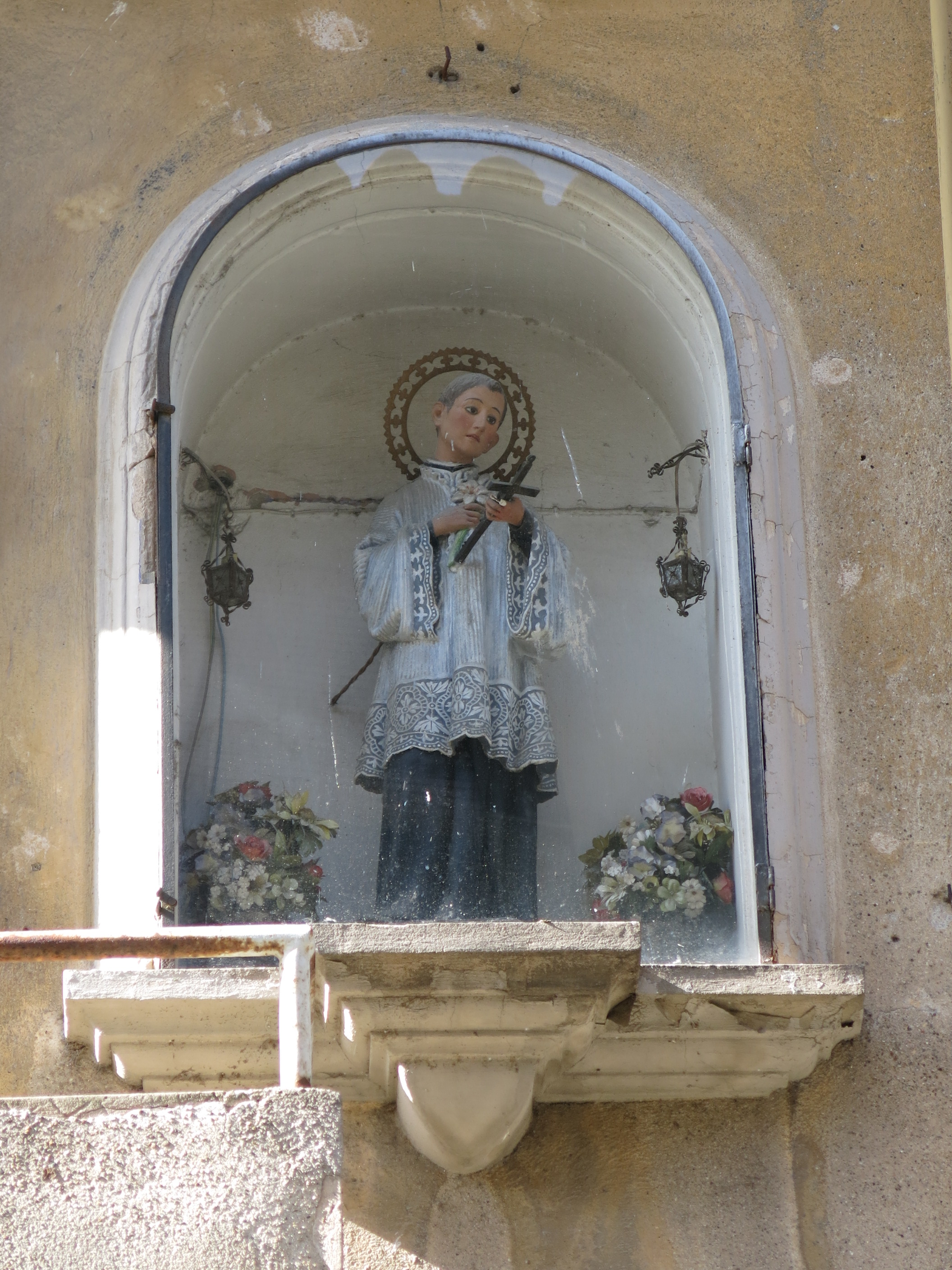
Sant Lluís Gonzaga, c. Enric Delaris 48

Les Fornícules i imatges religioses és un conjunt de Manlleu (Osona) que forma part de l'Inventari del Patrimoni Arquitectònic de Catalunya.

## Descripció
Les fornícules o capelletes acullen imatges de la marededéu i de sants. Les trobem situades a les façanes de les cases i són visibles des del carrer. Algunes estan estretament relacionades amb una font o un antic pou. També estan lligades amb l'existència dels gremis i són un focus d'irradiació de fe i una mostra de cultura popular.

### Marededéus
- F1 M.D. de l'Assumpció, pl. Crist Rei[1]
- F2 M.D. del Pilar, c. Rusiñol (buida)[1]
- F3 M.D. del Pilar, c. Verge del Pilar[1]
- F4 M.D. de la Gleva. c. Vendrell, 20[1]
- F5 M.D. del Carme, c. Vendrell, 10[1]
- F6 M.D. del Carme, c. Torrent i Garriga, 87[1]
- F7 M.D dels Àngels, c. del Pont, 35[1]
- F8 M.D. de la Mercè, c. del Pont, 5-7[1]
- F9 M.D. de la Núria, av. Diputació, 88[1]
- F10 M.D. de Fàtima, c. Umbert, 20[1]
- F11 M.D. de la Font, font de la Mare de Déu[1]

### Sants
- F12 Sant Rafael Arcàngel, c. Alta Cortada, 1[1]
- F13 Sant Jaume, c. Sant Jaume[1]
- F14 Sant Pere, c. Horta d'en Font, 50[1]
- F15 Sant Pere, c. Sant Pere, 5[1]
- F16 Sant Josep, c. Sant Josep, 5[1]
- F17 Sant Josep, c. Cavalleria (enderrocada)[1]
- F18 Sant Joan Baptista, pg. Sant Joan, 93[1]
- F19 Sant Martí, c. Sant Martí, 5[1]
- F20 Sant Antoni Abat, c. Enric Delaris (buida)[1]
- F21 Sant Mamet, c. Cavalleria / ctra. d'Olot (enderrocada)[1]
- F22 Sant Antoni de Pàdua, c. Sant Antoni[1]
- F23 Sant Antoni, c. Torelló[1]
- F24 Sant Domènec, c. Sant Domènec, 19[1]
- F25 Sant Roc, c. Passió, 10[1]
- F26 Sant Isidre, c. Comte, 21[1]
- F27 Sant Ramon Nonat, av. Diputació, 20[1]
- F28 Sant Lluís Gonzaga, c. Enric Delaris, 48[1]
- F29 Sagrada Família, c. del Pont, 9 (buida)[1]
- F30 Sagrat Cor de Jesús, c. Jacint Verdaguer, 28[1]

### Plafons de rajola
- F31 M.D. Carme, c. Sant Domènec, 29[1]
- F32 M.D. del Pilar, c. de Núria, 14[1]
- F33 Sant Antoni de Pàdua, c. Montseny, 38[1]
- F34 Sant Arnau, c. Arcau de Corcó, 49[1]
- F35 Sant Martí, c. Sant Domènec, 9[1]

### Altres
- F36 Sant Antoni de Pàdua, pl. Sant Antoni[1]
- F37 Sant Jordi, pl. Sant Jordi[1]